# Libuše Jansová
Libuše Jansová (5. října 1904 v Praze – 1. ledna 1996 v Praze) byla první česká žena-archeoložka, specialistka na dobu laténskou.

## Život
Narodila se v rodině akademického malíře Václava Jansy (1859–1913) a jeho manželky Marie, rozené Reinerové (1873-??). Měla mladší sestru Věru. Vystudovala archeologii na Filosofické fakultě University Karlovy v Praze, v roce 1928 získala titul PhDr. a stala se první českou archeoložkou.
Jejím dlouholetým partnerem byl archeolog Ivan Borkovský. Spolu s ním a otcem Václavem Jansou je pohřbena na Olšanských hřbitovech v Praze.

## Dílo

### Odborná pracoviště
- 1924–1928 – pomocná vědecká síla v pravěkém oddělení Národního muzea
- 1929–1934 – Státní archeologický ústav (výzkumy Praha-Kunratice, Nový Hrádek u Kunratic v r. 1928–1929,[2] pohřebiště kultury s vypíchanou keramikou v Praze-Bubenči v r. 1931–1932)

Ve čtyřicátých letech odbornou činnost přerušila.
- 1950–1973 opět Státní archeologický ústav (později Archeologický ústav Akademie věd České republiky)
- 1962 – kandidát věd
- 1978–1990 – předsedkyně sekce prehistorie a klasické archeologie Společnosti přátel Národního musea

Zde se kvůli pověření vedením výzkumu na keltském oppidu Hrazany 1951–1963 a posléze na Závisti 1963–1973 specializovala na dobu laténskou, především výzkum oppid. Materiál z těchto výzkumů, zejména z hrazanského oppida, zpracovávala ještě řadu let v důchodu.

### Výběr z publikací
- Laténská tuhová keramika v Čechách a na Moravě, Památky archeologické 46, 1955, 134–184
- Příspěvek k chronologii jihočeského pozdního halštatu, Památky archeologické 48, 1957, 425–462
- Hrazany, keltské oppidum na Sedlčansku, Praha 1965
- Kamenná hlava z keltského oppida nad Závistí, Archeologické rozhledy 18, 1966, 249–263
- Zur Münzprägung auf dem Oppidum Závist, Památky archeologické 65, 1974, 1–33
- O počátcích laténské fortifikace v Čechách, Praha 1983
- Hrazany – Das keltische Oppidum in Böhmen 1–3, Praha 1986, 1988, 1992